# 4625 Shchedrin
4625 Shchedrin је астероид главног астероидног појаса чија средња удаљеност од Сунца износи 2,603 астрономских јединица (АЈ).
Апсолутна магнитуда астероида је 13,5.